# Chu Cương
Chu Cương (朱棡; 18 tháng 12, 1358 - 30 tháng 3, 1398), còn gọi là Tấn Cung vương (晋恭王), là Đích tử thứ ba của Minh Thái Tổ Chu Nguyên Chương, người sáng lập ra triều Minh. Mẹ là Hiếu Từ Cao Hoàng hậu Mã thị.

## Cuộc đời
Dã sử cho rằng Chu Cương chỉ là con nuôi của Mã Hoàng hậu, mẹ ruột của ông là Lý Thục phi (李淑妃), một phi tần của Thái Tổ nhưng bị giết. Tuy nhiên đó chỉ là truyền thuyết kể lại, chưa ai chứng minh được chuyện này.
Sau khi thống nhất Trung Hoa, Chu Nguyên Chương lên ngôi Hoàng đế, lấy niên hiệu là Hồng Vũ, lập ra nhà Minh vào năm 1368. Vào tháng 5 năm 1370, Chu Cương được vua cha phong làm Tấn vương (晋王). Ông theo lệnh cha lấy con gái của Vĩnh Bình hầu Tạ Thành (永平侯.謝成; ? - 1394) làm vương phi.
Vào tháng 4 năm 1378, Chu Cương được Thái Tổ ban cho đất Thái Nguyên để lập thái ấp, thủ phủ của tỉnh Sơn Tây cùng 3 đạo quân và một số quan lại như các Hoàng tử khác. Ông rất mê nghệ thuật, đặc biệt là thư pháp. Trong phủ của Chu Cương có cả một bộ sưu tập tranh vẽ thư pháp. Ngoài ra ông còn cho xây nhiều đền chùa thờ Phật trên đất của mình.
Vào khoảng những năm 1380 - 1390, Chu Cương cùng với những người anh em khác đưa quân đội đi trấn giữ và dẹp loạn ở vùng biên giới phía bắc. Tấn vương Chu Cương ngã bệnh nặng rồi qua đời trước Thái Tổ 3 tháng, được ban thuỵ là Cung (恭), táng tại đỉnh núi Đà Sơn, Sơn Tây.

## Gia thất

### Thê thiếp
- Tấn Cung Vương phi Tạ thị (晋恭王妃谢氏; ? - 1420), con gái của Vĩnh Bình hầu Tạ Thành (謝成), mất năm Vĩnh Lạc thứ 18.

### Hậu duệ

#### Con trai
1. Chu Tế Hy (朱济熺; 19 tháng 5, 1375 - 1435), mẹ là Tạ thị, bất mãn việc cướp ngôi của Minh Thành Tổ nên bị tống ngục và phế vị, con cái của ông sau này được thế tập tước Tấn vương, thuỵ là Tấn Định vương (晋定王).
2. Chu Tế Diệp (朱濟燁; 4 tháng 11, 1379 - 8 tháng 12, 1407), Cao Bình Hoài Giản vương (高平懷簡王), không có thừa tự nên mất tước.
3. Chu Tế Hoàng (朱濟熿; 14 tháng 9, 1381 - sau 1426), Bình Dương vương (平陽王), mẹ là Tạ thị, thế tập tước Tấn vương thay cho Chu Tế Hy. Nhưng do can dự đến Cao Hú chi loạn bị phế vị. Vợ là Lý thị, có năm con trai.
4. Chu Tế Huyễn (朱濟炫; 4 tháng 2, 1385 - 26 tháng 12, 1429), Khánh Thành Trang Huệ vương (慶成莊惠王), có thuyết cho rằng ông có rất nhiều thiếp và có hơn 100 đứa con, tuy nhiên chưa ai chứng minh được điều này.
5. Chu Tế Hoán (朱濟煥; 29 tháng 6, 1387 - 1450), Ninh Hóa Ý Giản vương (寧化懿簡王), vợ là Tôn thị.
6. Chu Tế Lãng (朱濟烺; 14 tháng 4, 1388 - 1443), Vĩnh Hòa Chiêu Định vương (永和昭定王).
7. Chu Tế Hác (朱濟熇; 12 tháng 8, 1394 - 1458), Quảng Xương Điệu Bình vương (廣昌悼平王), vợ là Chánh phi Dương thị (1394 - 1458) và Thứ phi Lưu thị.

#### Con gái
1. Thọ Dương Quận chúa (寿阳郡主), gả cho Khang Đăng Vân (康登云).
2. Nhị nữ.
3. Dung Thành Quận chúa (容城郡主), gả cho Trần Bân (陈斌), con trai Thái Nguyên Hữu hộ vệ Chỉ huy Trần Thực (陈寔).

## Tấn vương thế hiệu biểu
| Phong hào                | Họ tên                   | Quan hệ                                                        | Tại vị      | Ghi chú |
| ------------------------ | ------------------------ | -------------------------------------------------------------- | ----------- | --- |
| Tấn Cung vương (晋恭王)  | Chu Cương (朱棡)         | Con trai thứ ba của Minh Thái Tổ                               | 1358 - 1398 | Năm Hồng Vũ thứ 3 phong, năm thứ 31 hoăng, tại vị 29 năm, thọ 41 tuổi. |
| Tấn Định vương (晋定王)  | Chu Tế Hy (朱济熺)       | Con trai trưởng của Chu Cương                                  | 1398 - 1414 | Năm Hồng Vũ thứ 31 tập phong, năm Vĩnh Lạc thứ 12 bị phế tước, năm Tuyên Đức thứ 10 hoăng, thọ 61 tuổi.                                                                                |
| Tấn Phế vương (晋王)     | Chu Tế Hoàng (朱濟熿)    | Con trai thứ ba của Chu Cương                                  | 1414 - 1427 | Sơ phong Chiêu Đức vương (昭德王), năm Hồng Vũ thứ 35 sửa thành Bình Dương vương (平陽王), năm Vĩnh Lạc thứ 12 tập phong, năm Tuyên Đức thứ 2 bị cách tước sung quân.                  |
| Tấn Hiến vương (晋宪王)  | Chu Mỹ Khuê (朱美圭)     | Con trai trưởng của Chu Tế Hy                                  | 1435 - 1441 | Năm Vĩnh Lạc thứ 3 phong Thế tử (世子), năm Tuyên Đức thứ 10 tập phong, năm Chính Thống thứ 6 hoăng, tại vị 7 năm, thọ 43 tuổi.                                                        |
| Tấn Trang vương (晋庄王) | Chu Chung Huyễn (朱钟铉) | Con trai trưởng của Chu Mỹ Khuê                                | 1442 - 1502 | Năm Chính Thống thứ 6 phong Du Xã vương (榆社王), năm thứ 7 tập phong, năm Hoằng Trị thứ 15 hoăng, tại vị 61 năm, thọ 75 tuổi.                                                         |
| Tấn Tĩnh vương (晋靖王)  | Chu Kỳ Nguyên (朱奇源)   | Con trai trưởng của Chu Chung Huyễn                            | Truy phong  | Năm Thiên Thuận thứ 3 phong Thế tử (世子), năm Hoằng Trị thứ 14 hoăng, thọ 52 tuổi, thụy Tĩnh Hòa (靖和). Cháu trai là Chu Tri Dương tập phong, được truy phong Vương, thụy Tĩnh (靖). |
| Tấn Hoài vương (晋懷王)  | Chu Biểu Vinh (朱表荣)   | Con trai trưởng của Chu Kỳ Nguyên                              | Truy phong  | Năm Thành Hóa thứ 14 phong Thế tôn (世孫), năm Hoằng Trị thứ 6 hoăng, thọ 27 tuổi. Con trai là Chu Tri Dương tập phong, được truy phong Vương, thụy Hoài (懷).                         |
| Tấn Đoan vương (晋端王)  | Chu Tri Dương (朱知烊)   | Con trai thứ hai của Chu Biểu Vinh                             | 1503 - 1533 | Năm Hoằng Trị thứ 11 phong Thế tằng tôn (世曾孫), năm thứ 16 tập phong, năm Gia Tĩnh thứ 12 hoăng, tại vị 31 năm, thọ 45 tuổi. Vô tự.                                                  |
| Tấn An vương (晉安王)    | Chu Biểu Liêm (朱表槏)   | Con trai thứ hai của Chu Kỳ Nguyên                             | Truy phong  | Năm Chính Đức thứ 5 phong Tân Hóa vương (新化王), năm thứ 8 hoăng, năm Gia Tĩnh thứ 15 được truy phong Vương, thụy An (安).                                                            |
| Tấn Khang vương (晉康王) | Chu Tri Tiết (朱知㸅)    | Con trai thứ trưởng của Chu Biểu Liêm                          | Truy phong  | Năm Chính Đức thứ 10 phong Tân Hóa vương (新化王), năm Gia Tĩnh thứ 4 hoăng, năm thứ 10 được truy phong Vương, thụy Khang (康).                                                        |
| Tấn Giản vương (晋简王)  | Chu Tân Điền (朱新㙉)    | Con trai trưởng của Chu Tri Tiết                               | 1536 - 1575 | Năm Gia Tĩnh thứ 15 tập phong, năm Vạn Lịch thứ 3 hoăng, tại vị 39 năm, thọ 60 tuổi.                                                                                                   |
| Tấn Kính vương (晋敬王)  | Chu Thận Kính (朱慎镜)   | Con trai trưởng của Trấn quốc Tướng quân Chu Tân Kiều (朱新墧) | 1577 - 1578 | Năm Vạn Lịch thứ 5 tập phong, năm thứ 6 hoăng. |
| Tấn Ai vương (晋哀王)    | Chu Mẫn Du (朱敏游)      | Con trai trưởng của Chu Thận Kính                              | 1578        | Năm Vạn Lịch thứ 6 tập phong, cùng năm đó hoăng. Vô tự. |
| Tấn Huệ vương (晋惠王)   | Chu Thận Bỉnh (朱慎鋷)   | Con trai thứ ba của Trấn quốc Tướng quân Chu Tân Kiều (朱新墧) | 1579        | Năm Vạn Lịch thứ 7 tập phong, cùng năm đó hoăng. |
| Tấn Mục vương (晋穆王)   | Chu Mẫn Thuần (朱敏淳)   | Con trai trưởng của Chu Thận Bỉnh                              | 1585 - 1610 | Năm Vạn Lịch thứ 13 tập phong, năm thứ 38 hoăng. |
| Tấn Dụ vương (晉裕王)    | Chu Cầu Quế (朱求桂)     | Con trai trưởng của Chu Mẫn Thuần                              | 1613 - 1630 | Năm Vạn Lịch thứ 41 tập phong, năm Sùng Trinh thứ 3 hoăng. |
| Tấn vương (晋王)         | Chu Thẩm Huyên (朱审烜)  | Con trai trưởng của Chu Cầu Quế                                | 1635 - 1644 | Năm Sùng Trinh thứ 8 tập phong, năm thứ 17 đầu hàng quân Lý Tự Thành, năm Long Võ thứ 2 bị giết tại Bắc Kinh.                                                                          |